# Новый путь (оккупационная немецкая газета)
Газета «Новый путь» — одно из немецких периодических изданий на оккупированной территории СССР в годы Великой Отечественной войны, многополосная оккупационная немецкая газета на русском языке, выходившая с осени 1941 до осени 1943 года в Смоленской области и широко распространявшаяся по Центральной России. Крупнейшая из нескольких оккупационных газет с подобным названием. По тематике и широте распространения схожа с газетами «За родину» и «Речь».

## Содержание
В оккупационной немецкой газете «Новый путь» публиковались сообщения из Германии, пропагандировался новый «немецкий порядок», публиковались репортажи о различных сторонах жизни Смоленска и пригорода, в ней же размещались распоряжения оккупационных и местных властей, а также статьи антисоветской или антисемитской направленности, о борьбе с партизанами. Историк Борис Ковалёв, в своей книге «Повседневная жизнь населения России в период нацистской оккупации» приводит статьи с такими заглавиями: «Карательные меры за гнусное нападение бандитов (партизан) на деревню», «Ускорить уничтожение сталинских бандитов», «Жид правит в Москве», по экономической тематике «Чего хотела „левая нога“ торговца Петрова». Газета всячески рекламировала сотрудничество с оккупационными властями, например, публиковала заметки о награждении полицаев по типу «Образцовый страж порядка», например, про полицейского Тимофея Тищенко, который возил узников гетто на расстрел, снимал с них одежду и распределял её среди своих сотрудников.
«Новый путь» помещала хвалебные рецензии на фильмы «Вечный жид» («Der ewige Jude») и «Еврей Зюсс» («Jud Süß»). Религиозную рубрику вели протоиерей М. Шиловский, профессор Смоленского пединститута А. М. Колесников и писательница Е. В. Домбровская.

### Катынский расстрел
Особое внимание смоленской газетой «Новый путь» уделялось освещению катынских событий. Часто, статьи на тему катынского расстрела имели характерные заголовки «Евреи — убийцы польских офицеров» и соответствующее содержание, например:

Смоленск, 16 апреля. Данные следствия дают основание утверждать, что убийство пленных польских офицеров произведено еврейскими работниками — ГПУ. В добавление к этим данным выяснились ещё следующие подробности.

Согласно показаниям бывших сотрудников ГПУ в Смоленске, массовым расстрелом 12 000 польских офицеров в марте и апреле 1940 года в Катынском лесу руководило несколько крупных работников минского ГПУ. Согласно показаниям этих сотрудников, смоленское ГПУ выдвинуло в качестве участников расстрела польских офицеров также несколько своих работников. Из четырёх названных смоленских работников ГПУ три, бесспорно, евреи. Им было поручено встречать на вокзале прибывавших пленных и сопровождать их наместо расстрела. Дававшие показания агенты ГПУ сообщили об оргиях в так называемом «Днепровском замке Борок», знаменитом доме отдыха ГПУ, вблизи Катынского леса, такие страшные подробности, что невозможно передать их на бумаге. Они характеризуют беспримерное бесстыдство и порочность еврейских палачей.— «Евреи — убийцы польских офицеров», газета «Новый путь».

## Редакция
Некоторые из сотрудников и создателей газеты были сторонниками «национально-трудового солидаризма (НТС)», например, Владимир Гацкевич, который являлся одним из создателей газеты «Новый путь». Всё время существования газеты её редактором оставался бывший редактор газеты «Рабочий путь», писатель и профессиональный журналист Константин Акимович Долгоненков (1895—1980). С газетой сотрудничал писатель Акульшин (Берёзов). Журналисты газеты «Новый путь» писали и пьесы для местных театров, преимущественно антисоветского и антисемитского содержания, например, пьеса «Волк» в соавторстве Д. Берёзова и С. Широкова, по которой немцами был снят одноименный фильм.